# Башкиры
Башки́ры (баш. башҡорттар; самоназвание — башҡорт) — тюркский народ, коренное население Башкортостана и одноимённой исторической области.
Численность в мире около 2 миллионов человек. В Российской Федерации по данным Всероссийской переписи населения 2010 года проживало 1 584 554 башкира (из них 1 172 287 — в Республике Башкортостан), а по данным переписи населения 2020 года численность башкир составила 1 571 879 человек.
Национальный язык — башкирский, также распространены русский и татарский языки.
Традиционная религия — ислам суннитского толка.

## Этноним
Существует несколько толкований этнонима башҡорт:
- По версии исследователей XVIII века В. Н. Татищева, П. И. Рычкова, И. Г. Георги, этноним башҡорт образован из составляющих общетюрк. *bash — главный и *kurt (тур. kurt, туркмен. gurt, азерб. qurd) — волк, означает главного волка[40][41][42];
- В 1847 году историк-краевед В. С. Юматов писал, что башҡорт означает пчеловода, хозяина пчёл[43];
- Согласно «Исторической записки о местности прежней уфимской провинции, где был центр древней Башкирии», изданной в Санкт-Петербурге в 1867 году, слово башҡорт означает главу Урала[44];
- Российский историк и этнограф А. Е. Алекторов в 1885 году выдвинул версию, по которой башҡорт означает отдельный народ[45];
- По мнению этнографа М. И. Уметбаева, в древности башкиры сами себя называли «баш унгар» («главный унгар»), позже «башгур», и позднее «башкурт»[46];
- Согласно Д. М. Данлопу[англ.] этноним башҡорт восходит к формам beshgur, bashgur, то есть пять племён, пять огуров. Так как Sh в современном языке, соответствует L в булгарском, следовательно, по мнению Данлопа, этнонимы башҡорт (bashgur) и булгар (bulgar) эквивалентны[47];
- Согласно языковеду А. М. Азнабаеву, данный этноним состоит из следующих частей: баш+угыр//угор+т: биш+угыр+т (здесь «биш» — число 5, «угыр» — название племени, «т» — общеалтайский показатель множественности). Он также сравнивает его этимологию с происхождением этнонимов «венгров» (вун[48] угар//угыр) и «булгар» (бӓл[49] угор//угар//угыр)[50].
- У башкирского историка Р. Г. Кузеева дано определение этнонима башҡорт в значении баш — главный, основной и ҡор(т) — род, племя[51];
- По мнению учёного-этнографа Н. В. Бикбулатова, этноним башҡорт берёт начало от имени известного по письменным сообщениям Гардизи (XI в.) легендарного военачальника Башгирда, обитавшего в первой половине IX века между хазарами и кимаками в бассейне реки Яик[52];
- Антрополог и этнолог Р. М. Юсупов считал, что этноним башҡорт, интерпретируемый в большинстве случаев как главный волк на тюркской основе, в более раннее время имел ираноязычную основу в форме бачагург, где бача — потомок, ребёнок, дитя, а гург — волк[53]. Другой вариант этимологии этнонима башҡорт, по мнению Р. М. Юсупова, связан также с иранским словосочетанием бачагурд, и переводится как потомок, дитя богатырей, витязей. В этом случае бача переводится так же как дитя, ребёнок, потомок, а гурд — богатырь, витязь. После эпохи гуннов этноним мог изменяться до современного состояния следующим образом: бачагурд — бачгурд — бачгорд — башҡорд — башҡорт[54].

Устаревшее русскоязычное название — башкирцы.

## История

### Ранняя история
Советский филолог, историк античности С. Я. Лурье считал, что предшественники современных башкир упоминаются в V веке до н. э. в «Истории» Геродота под именем аргиппеев. «Отец истории» Геродот сообщал, что аргиппеи обитают «у подножия высоких гор». Описывая образ жизни аргиппеев, Геродот писал: «…Говорят они на особом языке, одеваются по-скифски, а питаются древесными плодами. Имя дерева, плоды которого они употребляют в пищу, понтик, …плод его похож на бобовый, но с косточкой внутри. Спелый плод выжимают через ткань, и из него вытекает чёрный сок под названием „асхи“. Сок этот они …пьют, смешивая с молоком. Из гущи „асхи“ они приготовляют лепёшки». С. Я. Лурье соотносил слово «асхи» с тюркским «ачи» — кислый. По версии башкирского языковеда Дж. Г. Киекбаева, слово «асхи» напоминает башкирское әсе һыуы — кислая жидкость. О менталитете аргиппеев Геродот написал: «…Они улаживают распри соседей, и если у них найдёт убежище какой-нибудь изгнанник, то его никто не смеет обидеть».
Знаменитый востоковед Заки Валиди предполагал, что башкиры упоминаются в труде Клавдия Птолемея (II век н. э.) под именем скифского рода пасиртаев.
Интересные сведения о башкирах встречаются и в китайских хрониках дома Суй. Так, в «Книге Суй» (VII в.) в «Повествовании о теле» перечисляются 45 племён, названных составителями телесскими, и среди них упоминается и племена алан и башукили. Башукили отождествляют с этнонимом башҡорт, то есть с башкирами. В свете того, что предки теле были этническими наследниками гуннов, представляет интерес и сообщение китайских источников о потомках «старых гуннов» в бассейне Волги в VIII—IX веках. В числе этих племён перечисляются Бо-хан и Бей-дин, которые, предположительно, отождествляются, соответственно, с волжскими булгарами и башкирами.
Крупный специалист по истории тюрков М. И. Артамонов считал, что башкиры также упоминаются в «Армянской географии» VII века под именем бушков.
К IX веку восходят первые письменные сведения о башкирах арабских авторов. Саллам ат-Тарджуман (IX в.), Ибн Фадлан (X в.), Аль-Масуди (X в.), Аль-Балхи (X в.), Саид аль-Андалузи (XII в.), Идриси (XII в.), Ибн-Саид (XIII в.), Якут аль-Хамави (XIII в.), Казвини (XIII в.), Димашки (XIV в.), Абу-ль-Фида (XIV в.) и другие писали о башкирах.
Первое сообщение арабских письменных источников о башкирах принадлежит путешественнику Салламу ат-Тарджуману. Около 840 года он посетил страну башкир и указал её примерные пределы. Впервые этнографическое описание башкир дал Ибн Фадлан — посол багдадского халифа аль Муктадира к правителю волжских булгар. Он побывал среди башкир в 922 году. Башкиры, по утверждению Ибн Фадлана, были воинственными и могущественными, которых он и его спутники (всего «пять тысяч человек», включая военную охрану) «остерегались… с величайшей опасностью». Они занимались скотоводством. Башкиры почитали двенадцать богов: зимы, лета, дождя, ветра, деревьев, людей, лошадей, воды, ночи, дня, смерти, земли и неба, среди которых главным был бог неба, который объединял всех и находился с остальными «в согласии и каждый из них одобряет то, что делает его сотоварищ». Некоторые башкиры обожествляли змей, рыб и журавлей. Наряду с тотемизмом Ибн-Фадлан отмечает у башкир и шаманизм. Видимо, среди башкир начинает распространяться ислам. В составе посольства был один башкир мусульманского вероисповедания. По свидетельству Ибн Фадлана, башкиры — тюрки, живут на южных склонах Урала и занимают обширную территорию до Волги, их соседями на юго-востоке были печенеги, на западе — булгары, на юге — огузы.
Другой арабский автор Аль-Масуди, повествуя о войнах вблизи Аральского моря, среди воюющих народов упоминал башкир. Средневековый географ Шариф Идриси сообщал, что башкиры жили у истоков Камы и Урала. Он говорил о городе Немжан, расположенном в верховьях Лика. Башкиры занимались плавкой меди в печах, добывали лисьи и бобровые меха, ценные камни. В другом городе Гурхане, расположенном в северной части реки Агидели, башкиры делали предметы искусства, седла и оружие.
Другие авторы Якут, Казвини и Димашки сообщали «о горном хребте башкир, находящемся в седьмом климате», под которым они, как и другие авторы, имели в виду Уральские горы. «Земля башкард лежит в седьмом климате» — писал Ибн-Саид. У Рашид-ад-Дина башкиры упоминаются три раза и всегда в числе крупных народов. «Точно так же народы, которых с древнейших времён и до наших дней называли и называют тюрками, обитали в степях…, в горах и лесах областей Дешт-и-Кипчака, русов, черкесов, башкир Таласа и Сайрама, Ибира и Сибира, Булара и реки Анкары». Махмуд ал-Кашгари в своём энциклопедическом «Словаре тюркских языков» (1073/1074 гг.) в рубрике «об особенностях тюркских языков» перечислял башкир в числе двадцати «основных» тюркских народов. «А язык башкир», — писал он, «очень близкий к кипчакскому, огузскому, киргизскому и другим, то есть тюркский».

### Эпоха монгольского нашествия
Первое сражение башкир с монголами произошло в 1219—1220 годах, когда Чингисхан во главе огромного войска провёл лето на Иртыше, где были летние пастбища башкир. Противостояние двух народов продолжалось долго. С 1220 по 1234 годы башкиры беспрерывно воевали с монголами, фактически, сдерживая натиск монгольского нашествия на запад.
Л. Н. Гумилёв в книге «Древняя Русь и Великая Степь» писал: «Монголо-башкирская война тянулась 14 лет, то есть значительно дольше, чем война с Хорезмийским султанатом и Великий западный поход… Башкиры неоднократно выигрывали сражения и наконец заключили договор о дружбе и союзе, после чего монголы объединились с башкирами для дальнейших завоеваний…».
Башкиры получают право бийства (ярлыки), то есть, фактически, территориальную автономию в составе империи Чингисхана. В правовой иерархии Монгольской империи башкиры занимали привилегированное положение как народ, обязанный каганам прежде всего военной службой, и сохраняющий собственную родоплеменную систему и управление. В правовом отношении возможно вести речь лишь об отношениях сюзеренитета-вассалитета, а не союзных.
Башкирские конные полки приняли участие в рейдах Батыя на северо-восточные и юго-западные русские княжества в 1237—1238 и 1239—1240 годах, а также в походе в Центральную Европу 1241—1242 годов.

### В составе Золотой Орды и постордынских государств
В XIII—XIV веках вся территория расселения башкир находилась в составе Золотой Орды.
18 июня 1391 года при реке Кондурче состоялась «Битва народов». В сражении столкнулись армии двух мировых держав того времени: хана Золотой Орды Тохтамыша, на стороне которого выступили башкиры, и эмира Самарканда Тимура (Тамерлана). Битва закончилась поражением золотоордынцев.
После распада Золотой Орды территория исторического Башкортостана входила в состав Казанского, Сибирского ханств и Ногайской Орды.

### Вхождение в состав Российского государства
Установление московского сюзеренитета над башкирами не было единовременным актом. Первыми (зимой 1554 года) московское подданство приняли западные и северо-западные башкиры, подвластные ранее казанскому хану. Вслед за ними, в 1554—1557 годах, связи с Иваном Грозным установили башкиры центральной, южной и юго-восточной Башкирии, которые сосуществовали тогда на одной территории с Ногайской Ордой. Зауральские башкиры были вынуждены пойти на соглашение с Москвой в 1580—1590-х годах, после развала Сибирского ханства.
Разгромив Казань, Иван Грозный обратился к башкирскому народу с призывом добровольно прийти под его высочайшую руку. Башкиры откликнулись и на народных собраниях родов решили перейти под московский вассалитет на основе равноправного соглашения с царём. Это был второй случай в их многовековой истории. Первым был договор с монголами (XIII в.). В соглашении чётко были оговорены условия. Московский государь сохранял за башкирами все их земли и признавал вотчинное право на них (кроме башкир, ни один народ, принявший российское подданство, не имел вотчинного права на землю). Московский царь обещал также сохранять местное самоуправление, не притеснять мусульманскую религию («…дали слово и поклялись башкир, исповедующих ислам, никогда не насиловать в другую религию…»). Таким образом, Москва пошла на серьёзные уступки башкирам, что, естественно, отвечало её глобальным интересам. Башкиры, в свою очередь, обязались нести военную службу за свой счёт и платить казне ясак — поземельную подать.
О добровольном присоединении к России и получении башкирами жалованных грамот говорится и в хронике старшины Кидраса Муллакаева сообщённой П. И. Рычкову и опубликованной затем в его книге «История Оренбургская»: «…не только те земли, где они прежде подданства своего …жили, а именно — за Камою рекою и около Белой Волошки (кой после Белою рекою названа), им, башкирцам, подтверждены, но сверх того и другими многими, на которых они ныне жительствуют, пожалованы, как это свидетельствуют и жалованныя грамоты, которыя у многих поныне имеются». Рычков в книге «Топография Оренбургская» писал: «Башкирский народъ въ подданствожъ Россійское пришелъ».
Исключительность отношений башкир и России отражено в «Соборном Уложении» 1649 года, где у башкир под страхом конфискации имущества и государевой опалы запрещалось «…бояром, околничим, и думным людям, и стольникам, и стряпчим и дворяном московским и из городов дворяном и детям боярским и всяких чинов русским людям поместным всяких земель не покупать и не менять и в заклад, и сдачею и в наём на многие годы не имать».
Согласно «Книге Большому чертежу» (1627): «…А ниже Белыя Воложки 40 вёрст пала в Каму Ик река, а Ик река вытекла с верху реки Самара за 200 вёрст от Самары, протоку Ик реки 350 вёрст. А усть реки Белыя Воложки вверх и по реке по Уфе, по обеим сторонам и до Оральтовы горы и дале, все живут башкирцы…»
С 1557 до 1798 годы, в течение более чем двухсот лет, башкирские конные полки воевали в рядах Русской армии. Будучи в составе ополчения Минина и Пожарского, башкирские отряды приняли участие в освобождении Москвы от польских интервентов в 1612 году.

### Участие башкир вПольскойиРусско-Шведскойвойне
В войнах с Польшей (1768—1772) и Швецией (1788—1790) участвовало специально сформированное башкирское войско и самостоятельные башкирские полки. 8 октября 1771 г. Екатерина II повелела Государственной военной коллегии призвать из «башкирского войска … три тысячи человек» и направить в Польшу, в помощь российской армии, с февраля 1768 г. ведущей войну против войск Барской конфедерации.
Во главе десяти трёхсотенных партий войскового формирования башкир были утверждены 7 волостных старшин: 3 — с Сибирской дороги, 2 — Ногайской, 2 — Казанской, и 3 походных старшины (с Ногайской, Казанской и Осинской дорог). К каждому из них Рейнсдорп обратился с «сочинёнными на их башкирском языке» наставлениями.
Формирование войска состоялось в очень короткие сроки. 18 декабря по установленному маршруту из Уфы двинулась 1-я партия, за ней ежедневно до 23 декабря уходили со 2-й по 6-ю команды. Остальные, поджидая, видимо, командируемых из отдалённых волостей, отправились позднее: 7 и 8-я 25 и 30 декабря, 9 и 10-я-1 и 4 января 1772 г. Башкиры являлись на сборные пункты под Уфой на своих лошадях, со своим оружием и в своей одежде. А с апреля по август войско в полном составе несло службу в российских войсках под общей командой генерал-поручика А. И. Бибикова. Башкирская конница была крайне необходима для быстрого преследования и разгрома партизанских отрядов барских конфедератов, обладавших тоже высокой подвижностью. Она препятствовала объединению разрозненных отрядов конфедератов и их продвижению в районы крупных военных действий в Польше и Литве. Командующим башкирским войском был генерал-майор князь А. А. Урусов.

### Башкирские восстания
При жизни Ивана Грозного условия соглашения соблюдались, и он, несмотря на свою жестокость, в памяти башкирского народа остался как «Белый царь» (баш. Аҡ батша). С приходом к власти дома Романовых в XVII веке политика царских властей в Башкирии сразу же стала меняться в худшую сторону. На словах власти заверяли башкир в своей верности условиям соглашения, на деле встали на путь их нарушения. Это выразилось, в первую очередь, в расхищении вотчинных башкирских земель и строительстве на них застав, острогов, слобод, христианских монастырей, линий. Видя массовое расхищение своих земель, нарушение исконных прав и свобод, башкиры поднимались на восстания в 1645, 1662—1664 гг., 1681—1684 гг., 1704—11/25 гг. Царские власти были вынуждены удовлетворить многие требования восставших. После башкирского восстания 1662—1664 гг. правительство ещё раз официально подтвердило вотчинное право башкир на землю. В период восстания 1681—1684 гг. — свободу исповедания ислама.
После восстания 1704—11 гг. (посольство от башкир вновь присягнуло на верность императору только в 1725 г.) подтвердило вотчинные права и особый статус башкир и провело судебный процесс, закончившийся осуждением за превышение полномочий и казнью правительственных «прибыльщиков» Сергеева, Дохова и Жихарева, требовавших с башкир налоги, не предусмотренные законодательством, что и послужило одним из поводов к восстанию. В ходе восстаний башкирские отряды достигали Самары, Саратова, Астрахани, Вятки, Тобольска, Казани (1708 г.) и гор Кавказа (при неудачном штурме своими союзниками — кавказскими горцами и русскими казаками-раскольниками, Терского городка, был пленён и позже казнён один из предводителей башкирского восстания 1704—1711 гг. Мурат Султан. Людские и материальные потери были огромны.
Самым тяжёлым по потерям для самих башкир является восстание 1735—1740 гг., в ходе которого был избран хан Султан-Гирей (Карасакал). В ходе данного восстания многие наследные земли башкир были отняты и переданы служилым мещерякам. По подсчётам американского историка А. С. Доннелли, из башкир погиб каждый четвёртый человек.
Следующее восстание разразилось в 1755—1756 гг. Поводом послужили слухи о религиозных гонениях и отмена лёгкого ясака (единственного налога на башкир, который брался только с земли и подтверждал их статус вотчинных землевладельцев) при одновременном запрете бесплатной добычи соли, которую башкиры считали своей привилегией. Восстание было блестяще спланировано, но сорвалось из-за спонтанного преждевременного выступления башкир рода Бурзян, убивших мелкого чиновника Брагина. Из-за этой нелепой и трагической случайности, планы одновременного выступления башкир всех четырёх дорог, на этот раз в союзе с мишарями, и, возможно, татарами и казахами, оказались сорваны. Наиболее известным идеологом этого движения был ахун Сибирской дороги Башкортостана, мишарь Габдулла Галиев (Батырша). В плену мулла Батырша написал своё знаменитое «Письмо императрице Елизавете Петровне», дошедшее до наших дней как интересный образец анализа причин башкирских восстаний их участником. При подавлении восстания, ряд участвовавших в восстании эмигрировали в Киргиз-Кайсацкую Орду.
Башкиры активно участвовали в Крестьянской войне 1773—1775 гг. Емельяна Пугачёва: один из руководителей этого восстания Салават Юлаев остался в народной памяти и считается башкирским национальным героем.
Последним восстанием башкир было 1834—1835 годов. Помимо башкир в этом восстании участвовали и государственные крестьяне, оренбургские казаки, мишари и тептяри (около 40 тыс. человек). Оно было вызвано слухами о предстоящем переводе их всех в удельные крестьяне. Благодаря полной неорганизованности и разрозненности выступлений оренбургский военный губернатор В. А. Перовский сумел быстро подавить восстание.

### Башкирское войско
Самой значительной из реформ по отношению к башкирам, проведённых царским правительством в XVIII в., было введение кантонной системы управления, действовавшей с некоторыми изменениями вплоть до 1865 года. По указу от 10 (21) апреля 1798 года башкирское и мишарское население края было переведено в военно-служилое сословие и обязывалось нести пограничную службу на восточных рубежах России. В административном отношении были созданы кантоны. Зауральские башкиры оказались в составе 2-го (Екатеринбургский и Шадринский уезды), 3-го (Троицкий уезд) и 4-го (Челябинский уезд) кантонов. 2-й кантон находился в Пермской, 3-й и 4-й — в Оренбургской губерниях. В 1802—1803 гг. башкиры Шадринского уезда были выделены в самостоятельный 3-й кантон. В связи с этим изменились и порядковые номера кантонов. Бывший 3-й кантон (Троицкий уезд) стал 4-м, а бывший 4-й (Челябинский уезд) — 5-м.
Крупные изменения системы кантонного управления были предприняты в 1830-х годах Из башкирского и мищарского населения края было образовано Башкиро-мещерякское войско, включавшее 17 кантонов. Последние были объединены в попечительства. Башкиры и мишари 2-го (Екатеринбургский и Красноуфимской уезды) и 3-го (Шадринский уезд) кантонов входили в первое, 4-го (Троицкий уезд) и 5-го (Челябинский уезд) — во второе попечительства с центрами соответственно в Красноуфимске и Челябинске. Законом «О присоединении тептярей и бобылей к Башкиро-мещерякскому войску» от 22 февраля 1855 г. тептярские полки были включены в кантонную систему Башкиро-Мещерякского войска. Позднее название было изменено на Башкирское войско Законом «О именовании впредь Башкиро-мещерякскаго войска Башкирским войском. 31 октября 1855 г.»
С присоединением казахских земель к России Башкирия стала одной из многих внутренних областей империи, и необходимость привлечения башкир к пограничной службе отпала.
14 мая 1863 было принято «Положение о башкирах», определявшее и закреплявшее правовое положение башкир. В соответствии с положением башкирское войско упразднялось, кантоны и юрты реорганизовывались и укрупнялись. Было создано 808 сельских и 130 волостных обществ, в которых старостами и старшинами стали в основном зажиточные башкиры.
2 июля 1865 года было принято высочайшее утверждённое мнение Государственного Совета «О передаче управления башкирами из военного в гражданское ведомство». Башкиры окончательно переходили из военного в гражданское ведомство, гражданские и некоторые уголовные суда могли разрешаться в общегражданских судах по «обычаям сего народа» и шариату.

### Участие башкир в Отечественной войне 1812 года
Всего в войне 1812 года и заграничных походах 1813—1814 гг. участвовало 20 пятисотенных башкирских полков. Кроме того, башкиры выделили для армии 4139 лошадей и 500 000 рублей. Башкирская конница, подоспевшая в составе отряда князя Кудашева предотвратила взрыв Кремля.
Во время заграничного похода в составе русской армии в Германии, в городе Веймере с башкирскими воинами встретился великий немецкий поэт Гёте, которому башкиры подарили лук со стрелами. Девять башкирских полков вошли в Париж. Французы прозвали башкирских воинов «северными амурами». В памяти башкирского народа Отечественная война 1812 года сохранилась в народных песнях «Баик», «Кутузов», «Эскадрон», «Кахым туря», «Любизар». Последняя песня основана на подлинном факте, когда главнокомандующий русской армией М. И. Кутузов благодарил башкирских воинов за проявленную в бою храбрость словами: «любезники, молодцы». Участники войны были награждены серебряными медалями «За взятие Парижа 19 марта 1814 года» и «В память войны 1812—1814 гг.».

### Образование Республики Башкортостан
После революций 1917 года прошли Всебашкирские курултаи (съезды) на которых было принято решение о необходимости создания национальной республики в составе федеративной России. В итоге, 15 ноября 1917 года Башкирское областное (центральное) шуро (совет) провозгласило создание на территориях с преимущественно башкирским населением Оренбургской, Пермской, Самарской, Уфимской губерний территориально-национальной автономии Башкурдистан.
В декабре 1917 года делегаты III Всебашкирского (учредительного) съезда, представлявшие интересы народонаселения края всех национальностей, единогласно проголосовали за утверждение постановления (Фармана № 2) Башкирского областного шуро о провозглашении национально-территориальной автономии (республики) Башкурдистан. На съезде было образовано правительство Башкурдистана, предпарламент — Кесе-Курултай и другие органы власти и управления, а также были приняты решения о дальнейших действиях.
В марте 1919 года в соответствии с Соглашением Российского рабоче-крестьянского правительства с Башкирским правительством была образована Башкирская Советская Республика.
11 октября 1990 года Верховным Советом республики была провозглашена Декларация о государственном суверенитете. 31 марта 1992 года Башкортостан подписал федеративный договор о разграничении полномочий и предметов ведения между органами государственной власти Российской Федерации и органами власти суверенных республик в её составе и приложение к нему от Республики Башкортостан, определившие договорной характер отношений Республики Башкортостан и Российской Федерации.

## Родоплеменная организация
Родоплеменная организация башкир — традиционная структура башкирского общества, основанная на генеалогическом родстве. Сложилась в условиях преобладающего полукочевого, скотоводческого хозяйственно-культурного типа, была обусловлена обычаями и историко-культурными традициями.
Основными родоплеменными атрибутами являлись тамга, оран, онгон. Исторические события фиксировались в шежере. Предводителем племени являлся бий. Органами самоуправления являлись народные собрания (курултаи, джиены) и советы старейшин (аксакалов).
В XVIII—XIX вв родоплеменая организация потеряла своё значение в общественной жизни башкир и в дальнейшем продолжает существовать лишь в силу традиции.

## Этногенез
В этнологии на основе материалов по археографии, археологии, антропологии, сравнительно-историческому языкознанию сложились финно‑угорская, тюркская и иранская теории происхождения башкир.
В истории формирования башкир выделяют семь историко-этнографических пластов:
1. древнебашкирский (бурзян, уран, усерган и др.),
2. ранний финно-угорско-самодийский (сызгы, терсяк, уваныш, упей и др.),
3. булгаро-мадьярский (буляр, танып, юрматы и др.),
4. огузо-кыпчакский (айле и др.),
5. кыпчакский (канлы, кошсы, кыпсак, мин и др.),
6. ногайский (ногай-бурзян, ногай-юрматы и др.),
7. пласт, связанный с этническим взаимодействием с народами Волго-Уральского региона и Средней Азии (казахи, татары и др.)

Древнебашкирский пласт представлял собой сложное образование, включавший в свой состав помимо тюркского ещё монгольский (тангаур, тамьян, байлар и др.) и сармато-иранский компоненты.

## Этнографические группы
В процессе расселения и этнической истории сложились основные этнографические группы башкир:
- Северо-восточная группа: айле, бадрак, бикатин, бишул, дуван, калмак, катай, кошсы, кувакан, кудей, кумрук, мурзалар, салъют, сызгы, сынрян, сырзы, табын, терсяк, упей.
- Северо-западная группа: байлар, балыксы, буляр, гайна, гэрэ, дуваней, елан, ельдяк, еней, ирэкте, канлы, каршин, киргиз, таз, танып, уваныш, ун, уран, юрми.
- Юго-восточная группа: бурзян, кыпсак, тамьян, тангаур, усерган, юрматы.
- Юго-западная группа: мин.

## Антропология
Расовый состав башкир неоднороден. Антропологическими исследованиями выделено четыре основных антропологических типа башкир: светлый европеоидный, субуральский, понтийский, южносибирский.
Светлый европеоидный тип (крупные размеры головы и лица, прямой нос, светлая пигментация кожи, прямых или волнистых волос, радужной оболочки глаз) представлен у башкир западных и северо-западных районов Башкортостана.
Субуральский тип (средние размеры головы и лица, вогнутая спинка носа, относительно светлая пигментация кожи, прямых мягких волос, радужной оболочки глаз) характерен для башкир северо-западных и северных районов республики.
Понтийский тип (крупные размеры головы и лица, прямая или выпуклая спинка носа, тёмная пигментация кожи, волнистых волос, радужной оболочки глаз) встречается у башкир юго‑западных и юго‑восточных районов Республики Башкортостан.
Южносибирский тип (крупные размеры головы, широкое удлинённое лицо, прямой нос, тёмная пигментация кожи, прямых жёстких волос, радужной оболочки глаз) распространён у зауральских башкир, башкир северо-восточных и юго‑восточных районов. В целом башкиры характеризуются средним ростом, крупными размерами головы и лица, преобладанием тёмной пигментации кожи, волос, радужной оболочки глаз и занимают промежуточное положение между европеоидной и монголоидной расами.
В результате сравнительного анализа краниологических данных по древнему населению края и современным башкирам выявлено, что первые три антропологических типа являются наиболее древними. Европеоидный тип преобладал в Южном Приуралье в эпоху неолита, бронзового века, раннего железного века. Субуральский тип характерен для населения пьяноборской культуры, бахмутинской культуры; понтийский тип — савроматской культуры, сарматской культуры. Южносибирский антропологический тип в составе башкир появился довольно поздно и тесно связан с тюркскими племенами IX—XII веков и кыпчаками XIII—XIV веков. Памиро-ферганский, закаспийский расовые типы, также присутствующие в составе башкир, связаны с индоиранскими и тюркскими кочевниками Евразии.

## Генетика
Основная доля Y-хромосом башкир относится к гаплогруппам: R1b-M269 и R1b-M73 (47,6 %), R1a (26,5 %), широко представленным в Восточной Европе, Иране и Индии, и N1a1 (17 %), широко распространённой по всему северу Восточной Европы и Сибири. С меньшей частотой встречаются гаплогруппы J2, C, O, E1b, G2a, L, N1a2, I, T. Гаплогруппа R1b-Z2106 доминирует у башкирских родов бурзян и гайна (87 %), у клана канглы доминирует (60 %) гаплогруппа G1, у клана еней доминирует (61 %) гаплогруппа N3 (44 % приходится на «восточносибирскую» ветвь N3a2). У клана елан три четверти генофонда приходится на гаплогруппу N (37 % приходится на ветвь N3a4, характерную для многих популяций севера Восточной Европы), у клана уран частота N3a4 доходит до 90 %. Весь генофонд унлар представлен гаплогруппой R1a, у клана балыксы R1a достигает 77 %. В генофонде минцев «североазиатская» гаплогруппа N3a составляет 34 %, а субвариант N3a4-Z1936 достигает 29 %, гаплогруппа R1a1a* у минцев составляет 22 %, «центральноазиатская» гаплогруппа C2*-M217(хМ48) составляет 16 %, «переднеазиатские» гаплогруппы J2 и G2 составляют по 10 %.
Основная доля гаплогрупп мтДНК (65%) принадлежит к восточно-евразийским (A, B, C, D, F, G, N, M, Y) линиям, 35 % — западно-евразийским (H, U, HV1, J, T, V, I, W). Высокая частота линий G, D, С, Z и F указывает на значительное участие сибирского и центральноазиатского компонента в этногенезе башкир. Но с другой стороны, уровень распространения линий мтДНК, специфичных для Европы и Ближнего Востока также достигает больших значений..
Согласно исследованиям Балановской и других учёных были сделаны выводы: «Центральноазиатское (монгольское) влияние на их генофонд выражено крайне слабо. Это подтверждает тезис историографии о том, что Башкирия не входила в зону кочевания ордынского населения, будучи не привлекательной для ведения кочевого хозяйства».

## Башкирская культура

### Традиционные занятия и ремёсла
Основным занятием башкир в прошлом было полукочевое (йяйляжное) скотоводство, которое сочеталось с земледелием, охотой, бортничеством, пчеловодством, птицеводством, рыболовством, собирательством и др. Из ремёсел применялись ткачество, выделка войлока, производство безворсовых ковров, шалей, вышивка, обработка кожи (кожевничество), обработка дерева, металла. Башкиры занимались производством наконечников стрел, копий, ножей, элементов конской сбруи из железа. Из свинца отливали пули и дробь для ружей. Башкиры имели своих кузнецов и ювелиров. Из серебра производились подвески, бляшки, украшения для женских нагрудников и головных уборов. Металлообработка базировалась на местном сырьё. Металлургия и кузнечное дело попали под запрет после восстаний. Русский историк М. Д. Чулков в своей работе «Историческое описание Российской коммерции» (1781—1788 гг.) отмечал: «В прежних годах башкирцы из сей руды плавили в ручных печах самую лучшую сталь, что после учинившегося в 1735 г. бунта им уже не позволялось». Горное училище в Санкт-Петербурге, первое высшее горно-техническое учебное заведение в России, предложил создать башкирский рудопромышленник Исмагил Тасимов.

### Жилище и быт
В XVII—XIX веках башкиры от полукочевого хозяйствования полностью перешли к земледелию и оседлой жизни, так как многие земли были заняты переселенцами из центральной России и Поволжья. Среди восточных башкир частично ещё сохранялись полукочевой уклад жизни. Последние, единичные выезды аулов на летовку (летнее кочевье) были отмечены в 1920-х годах.

Типы жилища у башкир разнообразны, преобладают срубные (деревянные), плетнёвые и саманные (глинобитные), у восточных башкир на летовках была ещё распространена войлочная юрта (тирмә).

### Кухня
Полукочевой образ жизни способствовал формированию самобытной культуры, традиций и кухни башкир: зимовка в деревнях и проживание на летних кочевьях вносило разнообразие в рацион и возможности приготовления пищи.
Башкирские блюда отличаются малым количеством классических пряностей: используются только чёрный и красный перец. Особенностью башкирских блюд является обилие мяса во всех горячих блюдах и закусках. Любовь башкир к конской колбасе «казы» и конскому салу заслуживает отдельного внимания: башкиры любят есть конину с толстыми кусками сала, запивая его бульоном с кислым коротом (кисломолочный продукт), нейтрализующим последствия такого количества жира.
Кочевой образ жизни привёл к формированию широкого ряда продуктов длительного хранения. Основную массу башкирских национальных блюд составляют отварная, сушёная и вяленая конина, баранина, молочные продукты, сушёные ягоды, сушёные злаки, мёд. Примерами являются такие блюда как казы (конская колбаса), какланган-ит (вяленое мясо), пастила, кумыс, сейәле һары май (вишня в топлёном масле), муйыл майы (черёмуховое масло), корот (сухой курт), эремсек и айран — все эти блюда относительно долго сохраняются даже при летней жаре и их удобно брать с собой в дорогу. Считается, что кумыс готовился именно в дороге — сосуд с кобыльим молоком привязывался к седлу и болтался в течение дня.
Такие блюда как айран, буза, казы, катлама, кумыс, манты, уря, умас-ашы и многие другие считаются национальными блюдами многих народов от Уральских гор до Дальнего Востока.
Традиционное башкирское блюдо бишбармак готовится из отварного мяса и халмы, обильно посыпается зеленью с луком и сдабривается курутом. Это другая заметная особенность башкирской кухни: к блюдам часто подаются молочные продукты — редкое застолье обходится без курута или катыка (кефира). Большинство блюд башкирской кухни отличается питательностью и простотой приготовления.
Кумыс является национальным напитком башкир. Умение делать вкусный кумыс издавна ценилось и передавалось от поколения к поколению. Для кумыса предпочитаются специальные породы лошадей. Кумыс употребляется в свежем виде, иначе он быстро киснет и теряет свои лечебные качества. В нём содержится небольшое количество алкоголя.
Современные башкирские блюда сохранили всю самобытность традиционной башкирской кухни и дополнили её, разнообразив ассортимент продуктов и сервировку. Несмотря на изобилие и роскошь современных блюд, традиционные блюда занимают особое место в башкирской кухне и на праздничном столе. Ни один праздничный стол башкир не обходится без бишбармака, казы, хурпы, буккена, баурсак или чак-чака.

### Национальная одежда и украшения
Традиционная одежда башкир весьма вариативна в зависимости от возраста и конкретного региона. Одежду шили из овчины, домотканых и покупных тканей. Были широко распространены различные женские украшения из кораллов, бисера, раковин, монет. Это нагрудники (яға, һаҡал), чересплечные украшения-перевязи (эмейҙек, дәғүәт), наспинники (иңһәлек), различные подвески, накосники, браслеты, серьги.
Женские головные уборы в прошлом весьма разнообразные, это и чепцеобразный [Кашмау|ҡашмау], девичья шапочка таҡыя, меховой ҡама бүрек, многосоставный кәләпүш, полотенцеобразый таҫтар, часто богато украшенный вышивкой. Весьма красочно украшенное головное покрывало ҡушъяулыҡ. Среди мужских: меховые шапки-ушанки (ҡолаҡсын), лисьи шапки (төлкө ҡолаҡсын), капюшон (көләпәрә) из белого сукна, тюбетейки (түбәтәй), войлочные шляпы.
Оригинальная обувь восточных башкир: ҡата и сарыҡ, кожаные головки и суконное голенище, завязки с кистями. Ҡата и женские сарыки украшались на заднике аппликацией. Повсеместно были распространены сапоги (итек, ситек), и лапти (сабата) (за исключением ряда южных и восточных регионов).
Обязательным атрибутом мужской и женской одежды являлись штаны с широким шагом. Весьма нарядна верхняя женская одежда. Это часто богато украшенный монетами, позументами, аппликацией и немного вышивкой халат елән, аҡ саҡман (который к тому же нередко служил и головным покрывалом), безрукавные камзулы, украшенные яркой вышивкой, и обшитые по краям монетами. Мужские казакины и чекмени (саҡман), полукафтаны (бишмәт). Башкирская мужская рубаха и женские платья резко отличались по покрою от таковых русских, хотя они также украшались вышивкой, лентами (платья). У восточных башкирок также было распространено украшать платья по подолу аппликацией. Пояса были исключительно мужской деталью одежды. Пояса были шерстяные тканные (до 2,5 м в длину), ремённые, матерчатые и кушаки с медными или серебряными пряжками. У правого бока на ремне всегда была привешена большая прямоугольная кожаная сума (ҡаптырга или ҡалта), а с левого бока — нож в деревянных, обшитых кожей, ножнах (бысаҡ ҡыны).

### Народные праздники, обычаи и обряды
Помимо свадебного празднества (туй) известны религиозные (мусульманские): ураза-байрам, курбан-байрам, мавлид и другие, а также народные праздники — праздник окончания весенне-полевых работ сабантуй и каргатуй, другие праздники — кякук сяйе, йыйын.

### Национальные виды спорта и народные игры
К национальным видам спорта башкир относятся: борьба куреш, стрельба из лука, метание копья и охотничьего кинжала, конные скачки и бега, перетягивание каната (аркана) и другие. Среди конных видов спорта популярны: байга, джигитовка, конные пробеги. В Башкортостане популярны конноспортивные народные игры: аузарыш, кот-алыу, кук-буре, кыз кыуыу. Спортивные игры и состязания являются неотъемлемой частью физического воспитания башкир, и на протяжении множества веков входят в программу народных праздников.

### Народные песни, музыка и танцы
Башкирское народное творчество разнообразно и богато. Оно представлено различными жанрами, среди которых имеются героический эпос, баиты, сказки и песни. Одним из древних видов устной поэзии был кубаир. Среди башкир нередко встречались певцы-импровизаторы — сэсэны, соединяющие в себя дар поэта и композитора.
Среди песенных жанров встречались народные песни (йырҙар), обрядовые песни (сеңләү). В зависимости от мелодии башкирские песни разделяются на протяжные узун-кюй и короткие кыска-кюй, в котором выделяются плясовые (бейеү көй), частушки такмак (таҡмаҡ).
У башкир имеется традиция горлового пения узляу.
Наряду с песенным творчеством у башкир развита музыка. Среди музыкальных инструментов наиболее распространены кубыз и курай. Кое-где встречался трёхструнный музыкальный инструмент думбыра.
Танцы башкир отличаются своеобразием. Пляски всегда совершаются под звуки песни или курая с частым ритмом. Присутствующие отбивают такт ладонями и время от времени восклицали: «Эйе!».

### Мифология и эпосы
Памятником башкирского устного творчества является эпос Урал-батыр, мотивы которого встречаются и в других башкирских эпосах («Заятуляк и Хыухылу», «Кунгыр-буга», «Алпамыша», «Кузыйкурпяс и Маянхылу»), а сказания «Акбузат» и «Бабсак и Кусэк», продолжая сюжетную линию «Урал-батыра», образуют единый цикл башкирских героических сказаний.

### Театральное искусство
В начале XX века в Башкирии имелись лишь самодеятельные театральные коллективы. Первый профессиональный театр открылся в 1919 году почти одновременно с образованием Башкирской АССР. Это был нынешний Башкирский государственный академический театр драмы им. М. Гафури. В 1930-х годах в Уфе появилось ещё несколько театров: кукольный, театр оперы и балета. Позднее государственные театры открылись в других городах Башкортостана.

## Образование и наука
Период, который охватывает историческое время с 1860-х годов до начала XX века можно назвать эпохой башкирского просвещения. Наиболее известными деятелями башкирского просвещения того периода были М. Бекчурин, М. Куватов, Г. Кииков, Б. Юлуев, Г. Сокорой, М. Уметбаев, Акмулла, М.-Г. Курбангалиев, Р. Фахретдинов, М. Баишев, Ю. Бикбов, С. Якшигулов и другие.
В начале XX века сформировались такие деятели науки и башкирской культуры, как Ахметзаки Валиди Тоган, Абдулкадир Инан, Галимьян Таган, Мухаметша Бурангулов.

## Религия
По религиозной принадлежности башкиры мусульмане суннитского направления.
С X века среди башкир распространяется ислам. Секретарь посольства аббасидского халифа аль-Муктадира к волжским булгарам Ибн Фадлан в 921 год писал, что в составе посольства был один башкир мусульманского вероисповедания.
По мере утверждения ислама в Волжской Булгарии (в 922 году) ислам распространился и у башкир. В шежере башкир племени Мин, проживающих по реке Дёме, говорится о том, что они «посылают в Булгарию от своего народа девять человек, чтобы узнать, что такое вера Магометанская». В предании об излечении ханской дочери говорится, что булгары «послали своих учеников-табигинов к башкирам. Так ислам распространился среди башкир в долинах Белой, Ика, Дёмы, Таныпа».
Заки Валиди приводил сообщение арабского географа Якута аль-Хамауи о том, что в Халбе в 1220-е годы тот встретил группу башкирских студентов из Венгрии, прибывших на учёбу. Они рассказали, что в древние времена к их предкам ещё до того, как те переселились в Венгрию, прибыло семь мусульман из страны булгар. Эти мусульмане-проповедники поселились среди башкир и обратили их в ислам.
Окончательное утверждение ислама среди башкир произошло в 1320—1330-е годы и связано с именем золотоордынского хана Узбека, который утвердил ислам в качестве государственной религии Золотой Орды.
Венгерский монах Иоганка, побывавший в 1320-е годы среди башкир, писал о башкирском хане, фанатично преданном исламу.
К древнейшим свидетельствам введения ислама в Башкирии относятся развалины памятника близ посёлка Чишмы, внутри которого лежит камень с арабской надписью, гласящей, что здесь покоится Хусейн-Бек, сын Измера-Бека, скончавшийся в 7 день месяца мухаррем 739 года хиджры, то есть в 1339 году. Есть также свидетельства того, что ислам на Южный Урал проникал и со Средней Азии. Например, в башкирском Зауралье, на горе Ауштау в окрестностях деревни Старобайрамгулово (Аушкуль) (ныне в Учалинском районе) сохранились захоронения двух древних мусульманских миссионеров, датируемые XIII веком.

## Язык и письменность
Национальный язык — башкирский. Относится к кыпчакской группе тюркских языков. Основные диалекты: восточный, северо-западный и южный. Распространён на территории исторического Башкортостана.
Согласно Всероссийской переписи населения 2010 года башкирский язык является родным для 1 133 339 башкир (71,7 % от общего числа башкир, указавших родные языки). Татарский язык назвали родным 230 846 башкир (14,6 %). Русский язык является родным для 216 066 башкир (13,7 %).
Согласно Всероссийской переписи населения 2020 года башкирский язык является родным для 1 287 030 башкир (83 % от общего числа башкир, указавших родные языки). Татарский язык назвали родным 106 700 башкир (7,3 %). Русский язык является родным для 155 018 башкир (10 %).
По результатам последней Всероссийской переписи населения (2020—2021) количество башкир, назвавших татарский язык родным за 10 лет сократилось на 125 тысяч и составило 106,7 тыс. башкир.
Башкирские племена в древности пользовались древнетюркским письмом. После принятия ислама, которое началось в X веке и продолжалось в течение нескольких столетий, башкиры начали пользоваться арабской письменностью. На основе этой письменности образовался так называемый письменно-литературный язык тюрки и его локальный вариант поволжский тюрки, на котором писали с XIII по начало XX века.
С середины XIX века начинается формирование национальной башкирской письменности. В 1923 году утверждается алфавит на основе арабской графики. В 1929 году появляется башкирский алфавит на основе латиницы (яналиф). В 1940 году введён алфавит на основе кириллицы. Современный алфавит башкирского языка состоит из 42 букв.

## Демография

### Численность и расселение
Численность башкир в мире около 1,6 млн человек. В России по данным переписи 2010 года проживает 1 584 554 башкир, из них 1 172 287 чел. в Башкортостане. Башкиры составляют 29,5 % населения Республики Башкортостан.
Помимо собственно Республики Башкортостан, башкиры живут во всех субъектах Российской Федерации, а также в государствах ближнего и дальнего зарубежья. За пределами республики в настоящее время проживает около трети всех башкир.
В результате колонизации, земельной политики государства, миграции населения, переселенческих движений, административно-территориального деления сформировались этнические группы зауральских башкир, иргизо‑камеликских башкир, камско‑икских башкир, оренбургских башкир, пермских башкир.
Башкиры проживают в Казахстане— 19 834 человек (2021), Украине — 4 253 (2001), Туркменистане — 3 820 (1995), Узбекистане — 3 707 (2000), Кыргызстане — 1 111 (2009), Беларуси — 607 (2009), Латвии — 205 (01.01.2023), Таджикистане — 143 (2010), Эстонии — 112 (2011), Литве — 84 (2011), Венгрии, Германии, Китае, Турции, Японии и в других странах.
|           | Советский Союз | Российская империя, РСФСР, Россия | Башкирская АССР, Башкортостан | Татарская АССР, Татарстан | Челябинская область | Уфимская губерния | Оренбургская губерния | Оренбургская область | Курганская область | Пермский край | Свердловская область | Москва | ХМАО   | ЯНАО  | Тюменская область |
| --------- | -------------- | --------------------------------- | ----------------------------- | ------------------------- | ------------------- | ----------------- | --------------------- | -------------------- | ------------------ | ------------- | -------------------- | ------ | ------ | ----- | ----------------- |
| 1865      | —              | н.д.                              | —                             | —                         | —                   | 619 732           | 206 895               |                      |                    |               |                      |        |        |       |                   |
| 1897      | —              | 1 321 363                         | —                             | —                         | —                   | 899 910           | 254 561               |                      |                    |               |                      |        |        |       |                   |
| 1912-1913 | —              | н.д.                              | —                             | —                         | —                   | 846 413           | н.д.                  |                      |                    |               |                      |        |        |       |                   |
| 1917      | —              | н.д.                              | —                             | —                         | —                   | н.д.              | 290 541               |                      |                    |               |                      |        |        |       |                   |
| 1920      | —              | 1 402 368                         | 371 884                       |                           | —                   | 807 213           | 346                   |                      |                    |               |                      |        |        |       |                   |
| 1926      | 713 693        | 712 366                           | 625 845                       | 1 752                     | —                   | —                 | 15 081                |                      |                    |               |                      |        |        |       |                   |
| 1939      | 843 648        | 824 679                           | 671 188                       | 931                       | 70 358              | —                 | —                     |                      |                    |               |                      |        |        |       |                   |
| 1959      | 989 040        | 953 801                           | 737 711                       | 2 063                     | 88 480              | —                 | —                     |                      |                    |               |                      |        |        |       |                   |
| 1970      | 1 239 681      | 1 180 913                         | 892 248                       | 2 888                     | 117 537             | —                 | —                     |                      |                    |               |                      |        |        |       |                   |
| 1979      | 1 371 452      | 1 290 994                         | 935 880                       | 9 256                     | 133 682             | —                 | —                     |                      |                    |               |                      |        |        |       |                   |
| 1989      | 1 449 157      | 1 345 273                         | 863 808                       | 19 106                    | 161 169             | —                 | —                     |                      |                    |               |                      |        |        |       |                   |
| 2002      | —              | 1 673 389                         | 1 221 302                     | 14 911                    | 166 372             | —                 | —                     |                      |                    |               |                      |        |        |       |                   |
| 2010      | —              | 1 584 554                         | 1 172 287                     | 13 726                    | 162 513             | —                 | —                     | 46696                | 12257              | 32730         | 31 183               | 6609   | 35 428 | 8 297 | 2680              |
| 2020      | —              | 1 571 879                         | 1 268 806                     | 11 029                    | 128 071             | —                 | —                     | 36181                | 8026               | 16105         | 17286                | 5715   | 29 717 | 6 111 | 3001              |

### Семья
|                                        | Число семейных ячеек | Национальная принадлежность жены и мужа — башкиры | Национальная принадлежность мужа — башкир | Национальная принадлежность жены — башкирка | Доля этнически смешанных супружеских пар, % |
| -------------------------------------- | -------------------- | ------------------------------------------------- | ----------------------------------------- | ------------------------------------------- | ------------------------------------------- |
| Республика Башкортостан                | 207242               | 125175                                            | 38256                                     | 43811                                       | 39,6                                        |
| Остальные регионы Российской Федерации | 94158                | 30827                                             | 28938                                     | 34392                                       | 67,3                                        |
| Российская Федерация                   | 301400               | 156002                                            | 67194                                     | 78204                                       | 48,2                                        |

Доля этнически однородных супружеских пар у башкир по данным Всероссийской переписи населения 2010 года составляет 51,8 %, а доля этнически смешанных — 48,2 %. При этом большинство смешанных для башкир браков (почти 60 %) заключаются с представителями татарского народа, являющегося культурно и конфессионально родственным для башкир. По оценке межэтнических расстояний между русскими и другими национальностями на основе распространённости смешанных семей башкиры наряду с чеченцами являются самыми дистанцированными от русских народами, то есть создаётся мало башкирско-русских семей. Следующая таблица позволяет это увидеть на цифрах.
Оценка межэтнических расстояний между русскими и десятью национальностями на основе распространённости смешанных семей, Россия, данные по всероссийской переписи населения 2010 года.
| Национальность | Расстояние |
| украинцы       | 0,66       |
| мордва         | 0,68       |
| удмурты        | 0,71       |
| армяне         | 0,74       |
| чуваши         | 0,75       |
| татары         | 0,84       |
| казахи         | 0,97       |
| азербайджанцы  | 1,03       |
| башкиры        | 1,55       |
| чеченцы        | 2,03       |

Значение «1» соответствует отсутствию предпочтений национальностей при образовании супружеских пар. Меньшее значение расстояния означает наличие больших преференций при формировании семей с данной комбинацией национальностей мужа и жены. Значение выше единицы говорит о серьёзных барьерах, мешающих образованию смешанной семьи. В результате подсчетов получается, что украинцы наиболее близки к русским среди выделенных национальностей (коэффициент 0,66).

## Башкиры в филателии
В 1933 году в СССР была выпущена этнографическая серия почтовых марок «Народы СССР». Среди них была марка, посвящённая башкирам.